# Hermetia rufitarsis
Hermetia rufitarsis är en tvåvingeart som beskrevs av Macquart 1846. Hermetia rufitarsis ingår i släktet Hermetia och familjen vapenflugor.
Artens utbredningsområde är Colombia. Inga underarter finns listade i Catalogue of Life.